# Romeritos con mole
Los romeritos con mole o romeritos son un platillo típico de la cocina mexicana, especialmente en el centro del país, cuyo ingredientes principales son las hojas del romerito (Suaeda spp.), un quelite que crece en la milpa y que no debe ser confundido con el romero o romero de olor (Salvia rosmarinus). El romerito se baña en un mole, usualmente mole poblano preparado con polvo de camarón.
Es tradicional de las navidades mexicanas, aunque también se puede encontrar durante la Cuaresma o la Semana Santa. Con el sabor intenso del mole y el aroma de los romeritos, este platillo tiene un fuerte componente indígena.
Se puede encontrar principalmente en los estados de México, Puebla, Tlaxcala y la Ciudad de México. Dependiendo del lugar se usan diferentes especies de Suaeda, muy similares entre sí: S. torreyana, S. nigra, S. edulis, o S. pulvinata, la cual no crece en terrenos de agricultura, sino que es una planta lacustre.

## Preparación

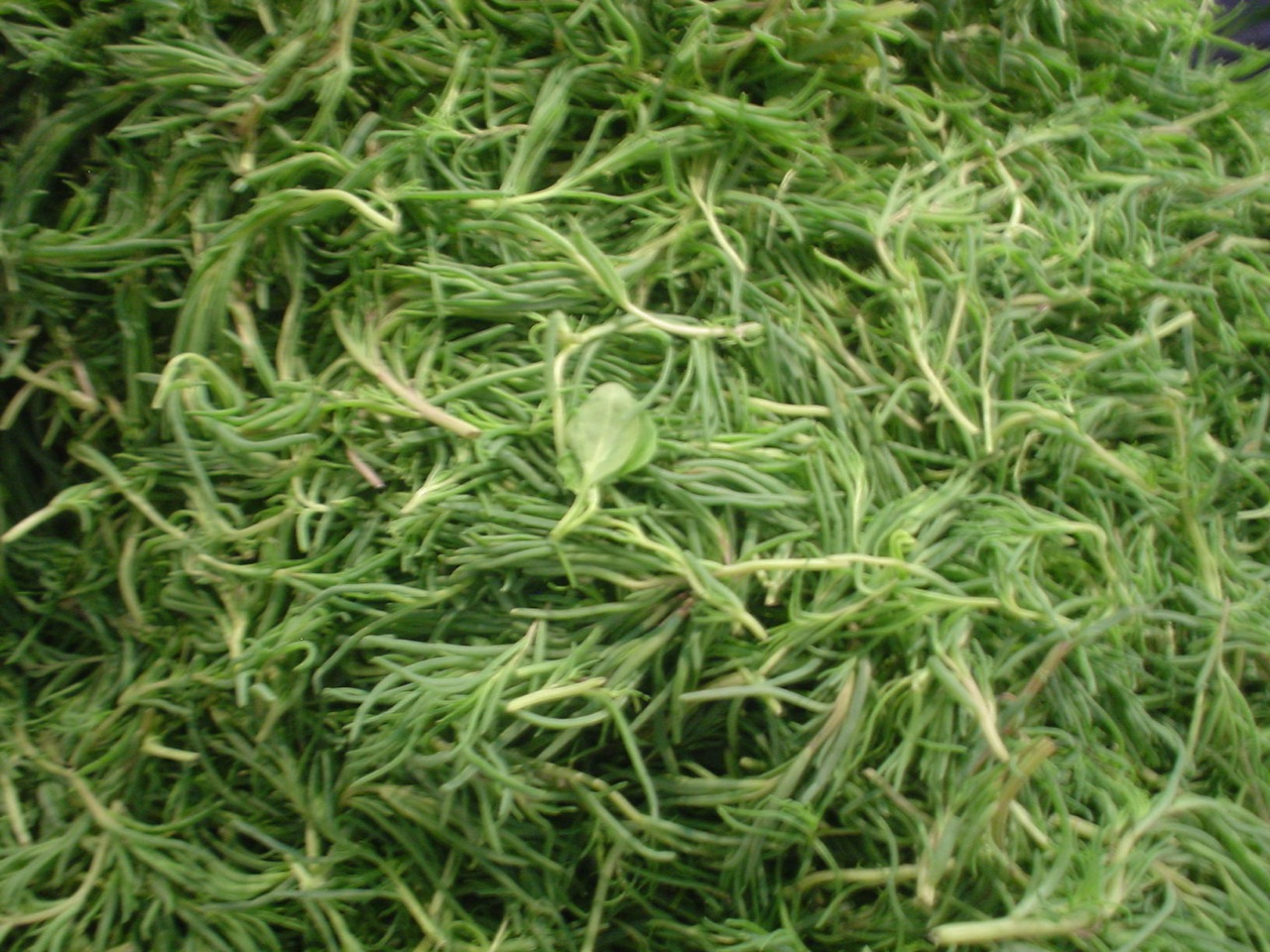
Romeritos frescos

Los romeritos se pueden encontrar en manojo o por kilos en los mercados y supermercados mexicanos, especialmente cuando se acerca la época navideña (aunque se pueden encontrar todo el año). Se lavan, se les separan los tallos de las hojas o puntas tiernas y se cuecen en agua hasta que cambien de color, pudiéndole agregar tequesquite al agua.  En una cazuela aparte se prepara el mole poblano o almendrado, desleyéndose en caldo de pollo o agua. Se corrige de sal y pimienta y se cuece a fuego lento. 
Del otro lado se preparan las tortas de huevo y camarón, batiendo las claras a punto de nieve o de turrón (como un capeado) y se mezclan con polvo de camarón, antiguamente polvo de ahuautle, con movimientos envolventes para no desbaratarlas. En seguida, se fríen las tortas en un sartén con aceite caliente y se dejan en papel para que absorba el aceite restante. El polvo de camarón también se puede encontrar ya pulverizado en los mercados, o bien comprarse el camarón seco entero y pasarlo en casa por un molinillo.
En el mole, se agregan los romeritos, camarones o charales, el nopal y las papas peladas (tipo cambray), que ya han sido cocidos antes. Se sirve caliente, con las tortas de camarón como acompañamiento. 